# Netgear
Netgear est une entreprise informatique connue pour ses équipements pour les réseaux informatiques et les réseaux de télécommunications[réf. nécessaire]. Son siège social se situe à Dover dans le Delaware, puis à San José en Californie. Elle est fondée par Patrick Lo en 1996 en tant qu'entreprise indépendante au sein de la société Bay Networks. Elle devient indépendante en 1999, puis est cotée en Bourse en 2003. Pour les Wiffies Awards 2008, Netgear a reçu un Golden Awards pour la mise en avant du Wi-Fi depuis son site